# OFC Futsal Championship 2010
Il settimo OFC Futsal Championship si è disputato dall'8 agosto al 14 agosto 2010 a Suva nelle isole Figi presso la Vodafone Arena. È considerato il settimo campionato continentale dell'Oceania per formazioni nazionali di calcio a 5.
Il campionato continentale ha dimostrato ancora una volta la netta superiorità della giovane nazionale delle Isole Salomone: guidati da Dickson Kadau per la seconda volta, i salomonesi hanno vinto tutte e sei le gare disputate, risultando la squadra con il miglior attacco e quella con la miglior difesa (seppur a pari merito con Figi e Tahiti).

## Risultati e classifica
| Squadra         | Pti | G | V | N | P | GF | GS | DR  |
| --------------- | --- | - | - | - | - | -- | -- | --- |
| Isole Salomone  | 18  | 6 | 6 | 0 | 0 | 59 | 16 | +43 |
| Figi            | 12  | 6 | 4 | 0 | 2 | 24 | 16 | +12 |
| Nuova Zelanda   | 12  | 6 | 4 | 0 | 2 | 26 | 21 | +5  |
| Vanuatu         | 9   | 6 | 3 | 0 | 3 | 21 | 22 | -1  |
| Nuova Caledonia | 6   | 6 | 2 | 0 | 4 | 25 | 29 | -4  |
| Tahiti          | 6   | 6 | 2 | 0 | 4 | 12 | 16 | –4  |
| Tuvalu          | 0   | 6 | 0 | 0 | 6 | 7  | 53 | –46 |

| Suva 8 agosto 2010 | Tuvalu | 1 – 7 | Vanuatu | Vodafone Arena |

| Suva 8 agosto 2010 | Isole Salomone | 9 – 2 | Nuova Caledonia | Vodafone Arena |

| Suva 8 agosto 2010 | Figi | 2 – 0 | Tahiti | Vodafone Arena |

| Suva 9 agosto 2010 | Vanuatu | 5 – 4 | Nuova Caledonia | Vodafone Arena |

| Suva 9 agosto 2010 | Tuvalu | 0 – 4 | Tahiti | Vodafone Arena |

| Suva 9 agosto 2010 | Isole Salomone | 8 – 4 | Nuova Zelanda | Vodafone Arena |

| Suva 10 agosto 2010 | Nuova Caledonia | 2 – 3 | Tahiti | Vodafone Arena |

| Suva 10 agosto 2010 | Vanuatu | 2 – 3 | Nuova Zelanda | Vodafone Arena |

| Suva 10 agosto 2010 | Tuvalu | 1 – 5 | Figi | Vodafone Arena |

| Suva 11 agosto 2010 | Tahiti | 1 – 2 | Nuova Zelanda | Vodafone Arena |

| Suva 11 agosto 2010 | Nuova Caledonia | 2 – 6 | Figi | Vodafone Arena |

| Suva 11 agosto 2010 | Vanuatu | 3 – 8 | Isole Salomone | Vodafone Arena |

| Suva 12 agosto 2010 | Nuova Zelanda | 6 – 4 | Figi | Vodafone Arena |

| Suva 12 agosto 2010 | Tahiti | 2 – 6 | Isole Salomone | Vodafone Arena |

| Suva 12 agosto 2010 | Nuova Caledonia | 9 – 2 | Tuvalu | Vodafone Arena |

| Suva 13 agosto 2010 | Figi | 3 – 7 | Isole Salomone | Vodafone Arena |

| Suva 13 agosto 2010 | Nuova Zelanda | 7 – 1 | Tuvalu | Vodafone Arena |

| Suva 13 agosto 2010 | Tahiti | 2 – 4 | Vanuatu | Vodafone Arena |

| Suva 14 agosto 2010 | Isole Salomone | 21 – 2 | Tuvalu | Vodafone Arena |

| Suva 14 agosto 2010 | Figi | 4 – 0 | Vanuatu | Vodafone Arena |

| Suva 14 agosto 2010 | Nuova Zelanda | 4 – 6 | Nuova Caledonia | Vodafone Arena |